# Partecipanti alla Classic Brugge-De Panne 2023
Elenco dei partecipanti alla Classic Brugge-De Panne 2023.
La Classic Brugge-De Panne 2023 è stata la quarantasettesima edizione della corsa. Alla competizione presero parte 22 squadre: sedici iscritte all'UCI World Tour 2023, e sei dell'UCI ProTeam.
Accreditati alla partenza 151 ciclisti.

## Corridori per squadra
Nota: R ritirato, NP non partito, FT fuori tempo, SQ squalificato
| Soudal Quick-Step     | Soudal Quick-Step        | Soudal Quick-Step     | Team Jayco AlUla       | Team Jayco AlUla       | Team Jayco AlUla       | Movistar Team            | Movistar Team            | Movistar Team            |
| --------------------- | ------------------------ | --------------------- | ---------------------- | ---------------------- | ---------------------- | ------------------------ | ------------------------ | ------------------------ |
| N°                    | Ciclista                 | Clas.                 | N°                     | Ciclista               | Clas.                  | N°                       | Ciclista                 | Clas.                    |
| 1                     | Fabio Jakobsen           | 5°                    | 11                     | Dylan Groenewegen      | 13°                    | 21                       | Fernando Gaviria         | R                        |
| 2                     | Tim Declercq             | NP                    | 12                     | Luke Durbridge         | R                      | 22                       | Iván Romeo               | R                        |
| 3                     | Davide Ballerini         | 11°                   | 13                     | Luka Mezgec            | R                      | 23                       | Johan Jacobs             | 23°                      |
| 4                     | Yves Lampaert            | 3°                    | 14                     | Kelland O'Brien        | R                      | 24                       | Mathias Norsgaard        | 19°                      |
| 5                     | Jannik Steimle           | 63°                   | 15                     | Campbell Stewart       | R                      | 25                       | Albert Torres            | R                        |
| 6                     | Bert Van Lerberghe       | 12°                   | 16                     | Elmar Reinders         | 34°                    | 26                       | Oier Lazkano             | R                        |
| 7                     | Ethan Vernon             | R                     |                        |                        |                        | 27                       | Lluís Mas                | R                        |
| Alpecin-Deceuninck    | Alpecin-Deceuninck       | Alpecin-Deceuninck    | Bora-Hansgrohe         | Bora-Hansgrohe         | Bora-Hansgrohe         | EF Education-EasyPost    | EF Education-EasyPost    | EF Education-EasyPost    |
| N°                    | Ciclista                 | Clas.                 | N°                     | Ciclista               | Clas.                  | N°                       | Ciclista                 | Clas.                    |
| 31                    | Jasper Philipsen         | 1°                    | 41                     | Sam Bennett            | R                      | 51                       | Tom Scully               | R                        |
| 32                    | Alexander Krieger        | 67°                   | 42                     | Shane Archbold         | R                      | 52                       | Julius van den Berg      | R                        |
| 33                    | Maurice Ballerstedt      | 54°                   | 43                     | Danny van Poppel       | 26°                    | 53                       | Owain Doull              | 38°                      |
| 34                    | Edward Planckaert        | 21°                   | 44                     | Jonas Koch             | 16°                    | 54                       | Jens Keukeleire          | 60°                      |
| 35                    | Ramon Sinkeldam          | 58°                   | 45                     | Maximilian Schachmann  | R                      | 55                       | Jonas Rutsch             | 39°                      |
| 36                    | Lionel Taminiaux         | 25°                   | 46                     | Jordi Meeus            | R                      | 56                       | Marijn van den Berg      | 10°                      |
| 37                    | Jonas Rickaert           | 6°                    | 47                     | Ryan Mullen            | 53°                    | 57                       | Łukasz Wiśniowski        | R                        |
| UAE Team Emirates     | UAE Team Emirates        | UAE Team Emirates     | Groupama-FDJ           | Groupama-FDJ           | Groupama-FDJ           | Lidl-Trek                | Lidl-Trek                | Lidl-Trek                |
| N°                    | Ciclista                 | Clas.                 | N°                     | Ciclista               | Clas.                  | N°                       | Ciclista                 | Clas.                    |
| 61                    | Pascal Ackermann         | 17°                   | 71                     | Arnaud Démare          | 14°                    | 81                       | Edward Theuns            | 15°                      |
| 62                    | Ryan Gibbons             | 51°                   | 72                     | Ignatas Konovalovas    | R                      | 82                       | Emīls Liepiņš            | R                        |
| 63                    | Mikkel Bjerg             | 47°                   | 73                     | Fabian Lienhard        | 64°                    | 83                       | Thibau Nys               | R                        |
| 64                    | Felix Groß               | R                     | 74                     | Laurence Pithie        | R                      | 84                       | Alex Kirsch              | R                        |
| 65                    | Vegard Stake Laengen     | R                     | 75                     | Paul Penhoët           | 24°                    | 85                       | Markus Hoelgaard         | R                        |
| 66                    | Juan Sebastián Molano    | 9°                    | 76                     | Samuel Watson          | 68°                    | 86                       | Otto Vergaerde           | R                        |
| 67                    | Michael Vink             | R                     | 77                     | Bram Welten            | 62°                    | 87                       | Toms Skujiņš             | R                        |
| Astana Qazaqstan Team | Astana Qazaqstan Team    | Astana Qazaqstan Team | Jumbo-Visma            | Jumbo-Visma            | Jumbo-Visma            | Team DSM                 | Team DSM                 | Team DSM                 |
| N°                    | Ciclista                 | Clas.                 | N°                     | Ciclista               | Clas.                  | N°                       | Ciclista                 | Clas.                    |
| 91                    | Mark Cavendish           | R                     | 101                    | Tosh Van Der Sande     | 73°                    | 111                      | Alberto Dainese          | R                        |
| 92                    | Dmitrij Gruzdev          | 55°                   | 102                    | Olav Kooij             | 2°                     | 112                      | Patrick Bevin            | R                        |
| 93                    | Davide Martinelli        | R                     | 103                    | Timo Roosen            | 56°                    | 113                      | Alexander Edmondson      | R                        |
| 94                    | Cees Bol                 | R                     | 104                    | Lennard Hofstede       | R                      | 114                      | Casper van Uden          | 44°                      |
| 95                    | Evgenij Gidič            | R                     | 105                    | Mick van Dijke         | R                      | 115                      | Marius Mayrhofer         | R                        |
| 96                    | Evgenij Fëdorov          | R                     | 106                    | Tim van Dijke          | 22°                    | 116                      | Tim Naberman             | R                        |
| 97                    | Leonardo Basso           | R                     | 107                    | Jos van Emden          | R                      | 117                      | Sam Welsford             | 18°                      |
| Bahrain VictoriousR   | Bahrain VictoriousR      | Bahrain VictoriousR   | Cofidis                | Cofidis                | Cofidis                | Intermarché-Circus-Wanty | Intermarché-Circus-Wanty | Intermarché-Circus-Wanty |
| N°                    | Ciclista                 | Clas.                 | N°                     | Ciclista               | Clas.                  | N°                       | Ciclista                 | Clas.                    |
| 121                   | Phil Bauhaus             | R                     | 131                    | Max Walscheid          | 32°                    | 141                      | Niccolò Bonifazio        | R                        |
| 122                   | Matevž Govekar           | R                     | 132                    | Davide Cimolai         | R                      | 142                      | Julius Johansen          | 42°                      |
| 123                   | Kamil Gradek             | 57°                   | 133                    | Simone Consonni        | 71°                    | 143                      | Adrien Petit             | R                        |
| 124                   | Filip Maciejuk           | 59°                   | 134                    | Wesley Kreder          | 46°                    | 144                      | Baptiste Planckaert      | R                        |
| 125                   | Jonathan Milan           | 70°                   | 135                    | Christophe Noppe       | 33°                    | 145                      | Laurenz Rex              | 66°                      |
| 126                   | Dušan Rajović            | R                     | 136                    | Piet Allegaert         | 36°                    | 146                      | Gerben Thijssen          | 27°                      |
| 127                   | Cameron Scott            | R                     | 137                    | Jelle Wallays          | R                      | 147                      | Boy van Poppel           | R                        |
| Team Arkéa-Samsic     | Team Arkéa-Samsic        | Team Arkéa-Samsic     | Uno-X Pro Cycling Team | Uno-X Pro Cycling Team | Uno-X Pro Cycling Team | Israel-Premier Tech      | Israel-Premier Tech      | Israel-Premier Tech      |
| N°                    | Ciclista                 | Clas.                 | N°                     | Ciclista               | Clas.                  | N°                       | Ciclista                 | Clas.                    |
| 151                   | David Dekker             | 35°                   | 161                    | Lasse Norman Leth      | R                      | 171                      | Sep Vanmarcke            | R                        |
| 152                   | Laurent Pichon           | R                     | 162                    | Stian Fredheim         | 8°                     | 172                      | Itamar Einhorn           | R                        |
| 153                   | Daniel McLay             | 74°                   | 163                    | Tord Gudmestad         | 29°                    | 173                      | Jens Reynders            | 50°                      |
| 154                   | Mathis Le Berre          | R                     | 164                    | Louis Bendixen         | R                      | 174                      | Guy Sagiv                | R                        |
| 155                   | Luca Mozzato             | 72°                   | 165                    | William Blume Levy     | 69°                    | 175                      | Tom Van Asbroeck         | 30°                      |
| 156                   | Alan Riou                | R                     | 166                    | Erik Resell            | 61°                    | 177                      | Rick Zabel               | 28°                      |
| 157                   | Clément Russo            | R                     | 167                    | Søren Wærenskjold      | R                      |                          |                          |                          |
| Lotto Dstny           | Lotto Dstny              | Lotto Dstny           | Team Flanders-Baloise  | Team Flanders-Baloise  | Team Flanders-Baloise  | TotalEnergies            | TotalEnergies            | TotalEnergies            |
| N°                    | Ciclista                 | Clas.                 | N°                     | Ciclista               | Clas.                  | N°                       | Ciclista                 | Clas.                    |
| 181                   | Caleb Ewan               | R                     | 191                    | Ruben Apers            | 49°                    | 201                      | Thomas Bonnet            | 41°                      |
| 182                   | Jasper De Buyst          | R                     | 192                    | Sander De Pestel       | 48°                    | 202                      | Émilien Jeannière        | R                        |
| 183                   | Frederik Frison          | 4°                    | 193                    | Tuur Dens              | R                      | 203                      | Lorrenzo Manzin          | R                        |
| 184                   | Sébastien Grignard       | R                     | 194                    | Milan Fretin           | 37°                    | 204                      | Geoffrey Soupe           | 40°                      |
| 185                   | Michael Schwarzmann      | R                     | 195                    | Vince Gerits           | R                      | 205                      | Jason Tesson             | R                        |
| 186                   | Cédric Beullens          | 7°                    | 196                    | Jules Hesters          | 43°                    | 207                      | Mattéo Vercher           | R                        |
| 187                   | Jarrad Drizners          | 20°                   | 197                    | Noah Vandenbranden     | R                      |                          |                          |                          |
| Bingoal WB            |                          |                       |                        |                        |                        |                          |                          |                          |
| N°                    | Ciclista                 | Clas.                 |                        |                        |                        |                          |                          |                          |
| 211                   | Guillaume Van Keirsbulck | 45°                   |                        |                        |                        |                          |                          |                          |
| 212                   | Cériel Desal             | 31°                   |                        |                        |                        |                          |                          |                          |
| 213                   | Johan Meens              | R                     |                        |                        |                        |                          |                          |                          |
| 214                   | Matteo Malucelli         | R                     |                        |                        |                        |                          |                          |                          |
| 215                   | Ludovic Robeet           | 65°                   |                        |                        |                        |                          |                          |                          |
| 216                   | Dorian De Maeght         | R                     |                        |                        |                        |                          |                          |                          |
| 217                   | Louis Blouwe             | R                     |                        |                        |                        |                          |                          |                          |